# Жаманты (источники)
Жаманты (местное название — Цайнар арасан) — минеральные источники, расположенные в 135 километрах к западу от города Алматы, в долине реки Жаманты, в северо-западной части горы Бесмойнак, на высоте 1620 м над уровнем моря. Приурочены к тектоническим разломам, прорезающим долину реки Жаманты и перекрытым рыхлыми отложениями. Общий дебит 235 м³/сут, минерализация 0,4—0,7 г/л, температура 18—26,3 °C. Состав вод: сульфатные, гидрокарбонатные, кальциевые, натриевые; содержат бальнеологические микроэлементы: ортокремниевую кислоту ((36—40 мг/дм³), фтор (3,7—5,0 мг/дм³). Используются для лечения заболеваний опорно-двигательной системы, нервной системы, желудочно-кишечного тракта, для улучшения функции почек и сердца и других органов. Каждый родник имеет свой вкус и температуру воды.
У изголовья родников находится пещерная мечеть. В 500 метрах от родников находится скопление памятников и наскальных рисунков эпохи камня и бронзы, и памятников поселения эпохи монгольского периода. В 2005 году во время исследования комплекса на северном склоне Суыктобе археологами была найдена могила Майтобе и фрагменты казахской домбры на ней.